# Вардарска бановина
Вардарска бановина е административно-териториална единица в рамките на Кралство Югославия. Като такава просъществува от 1929 до 1941 година, т.е. до нападението на силите на Оста на 6 април 1941, последвано от първото разпадане на Югославия. След това в голяма част от областта се установява българско управление между 1941 – 1944 година. Административен център на бановината е град Скопие, а наименованието ѝ произхожда по името на река Вардар.

## История
Бановината е създадена с ново административно-териториално деление в новонаименованата държава Югославия през 1929 година. Утвърдена е по силата на първата Югославската конституция от 1931 година, заменила Видовденската конституция от 1921 година.
Бановината включва цялата територия на днешна Северна Македония, част от днешно Косово – Призрен, Прищина, както и поречието на Българска Морава с Враня, Лесковац и част от Западните покрайнини – Босилеградско и Трънско.

## Срезове
Вардарска бановина има 44 среза:
| - | - Шар планина (Призрен), - Гора (Драгаш), - Подгора (Сува Река), - Неродимле (Феризово), - Долни Полог (Тетово), - Горни Полог (Гостивар), - Галич (Ростуша), - Дебър, - Струга, - Грачаница (Прищина), - Качаник, | - Гниляне, - Прешево, - Преспа (Ресен), - Охрид, - Кичево, - Крушево, - Поречки (Брод), - Прилеп, - Битоля, - Кавадарци, - Мариово, | - Неготин, - Скопие, - Куманово, - Велес, - Овче поле (Свети Никола), - Щип, - Кочани, - Радовиш, - Струмица, - Дойран (Валандово), - Гевгели, | - Крива паланка, - Кратово, - Царево село, - Малешево (Берово), - Босилеград, - Власотинце, - Ябланица, - Лесковац, - Масурица, - Поляница, - Пчиня. |

## Банове[3]
| Име                         | Години      |
| --------------------------- | ----------- |
| Живоин Лазич                | 1929 – 1932 |
| Добрица Маткович            | 1932 – 1933 |
| Драгослав Джорджевич        | 1933 – 1935 |
| Ранко Трифунович            | 1935 – 1936 |
| Душан Филипович (и.д.)      | 1936        |
| Драган Паунович             | 1936 – 1937 |
| Марко Новакович             | 1937 – 1939 |
| Владимир Хайдуквелкович     | 1939        |
| Александър Цветкович (и.д.) | 1939        |
| Александър Андреевич        | 1939 – 1940 |
| Живоин Рафаилович           | 1940 – 1941 |